# Stævn
En stævn  eller stavn er i skibsterminologi betegnelsen for den ene ende på et skib, som regel forstavnen, men undertiden også agterstavnen.